# بادي براشاو
بادي براشاو (بالإنجليزية: Paddy Bradshaw)‏ هو لاعب كرة قدم أيرلندي، ولد في 1912 في دبلن في جمهورية أيرلندا، وتوفي في نوفمبر 1963. شارك مع منتخب جمهورية أيرلندا لكرة القدم. أما مع النوادي، فقد لعب مع نادي شيلبورن.

## وصلات خارجية
- بادي براشاو على موقع قاعدة بيانات كرة القدم.إي يو (الإنجليزية)
- بادي براشاو على موقع ناشيونال فوتبول تيمز (الإنجليزية)